# Chiesa della Trasfigurazione di Nostro Signore Gesù Cristo (Roma)
La chiesa della Trasfigurazione di Nostro Signore Gesù Cristo è un luogo di culto cattolico di Roma, sede dell'omonima parrocchia, nel quartiere Gianicolense, in piazza della Trasfigurazione.
Fu costruita, su progetto di Tullio Rossi, tra il 1934 ed il 1936, in una zona di Roma allora in crescente trasformazione ed urbanizzazione. È stata eretta in parrocchia il 18 giugno 1936 con decreto del cardinale vicario Francesco Marchetti Selvaggiani “Romanus pontifex”, ereditando titolo e dei redditi della soppressa parrocchia di San Rocco al Porto di Ripetta. Durante l'occupazione nazista di Roma, la parrocchia retta da mons. Giovanni Butinelli fu coinvolta nell'accoglienza degli ebrei voluta da Pio XII: a seguito del rastrellamento del 16 ottobre 1943, la parrocchia salvò dallo sterminio più di cento ebrei.
Negli anni 70 e 80 ebbe un ruolo importante nei fermenti successivi al Concilio Vaticano II, con la creazione del gruppo e della rivista La Tenda, e nell'accoglienza degli esuli dalla dittatura militare in Argentina.
Dal 2001 la parrocchia è sede del titolo cardinalizio della Trasfigurazione di Nostro Signore Gesù Cristo, di cui è titolare il cardinale Pablo Virgilio Siongco David, vescovo di Kalookan.

## Arte

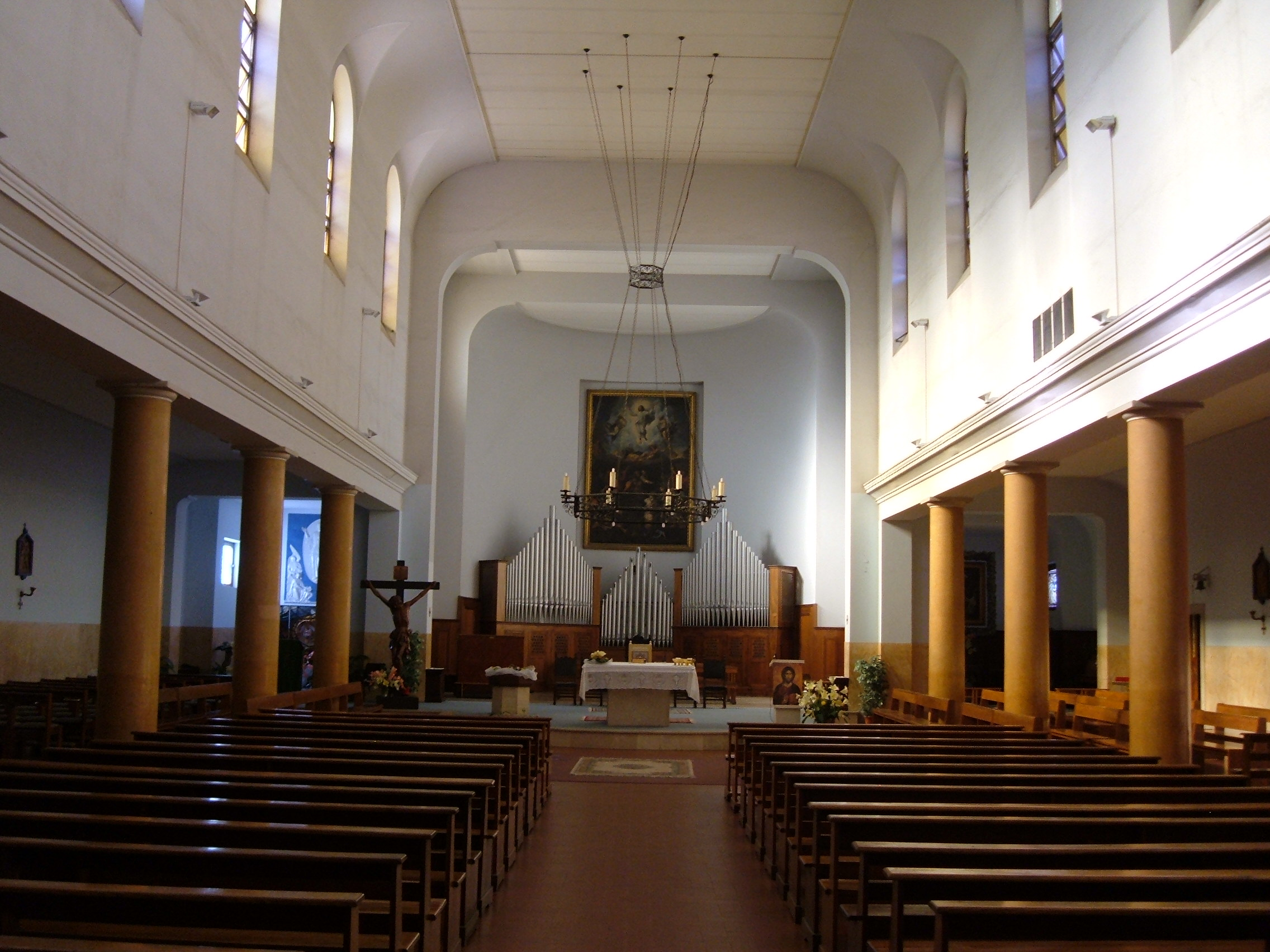
L'interno

Di notevole valore artistico il portale in bronzo inaugurato in occasione del Giubileo del 2000, opera di Pierangelo Pagani, di 2,50 metri di larghezza e 5 m di altezza, che raffigura una grande croce che con le sue braccia divide il portale in quattro ante. All'interno, nell'abside, è collocata una copia della Trasfigurazione di Raffaello Sanzio.